# السياسة المشتركة لمصايد الأسماك الأوروبية

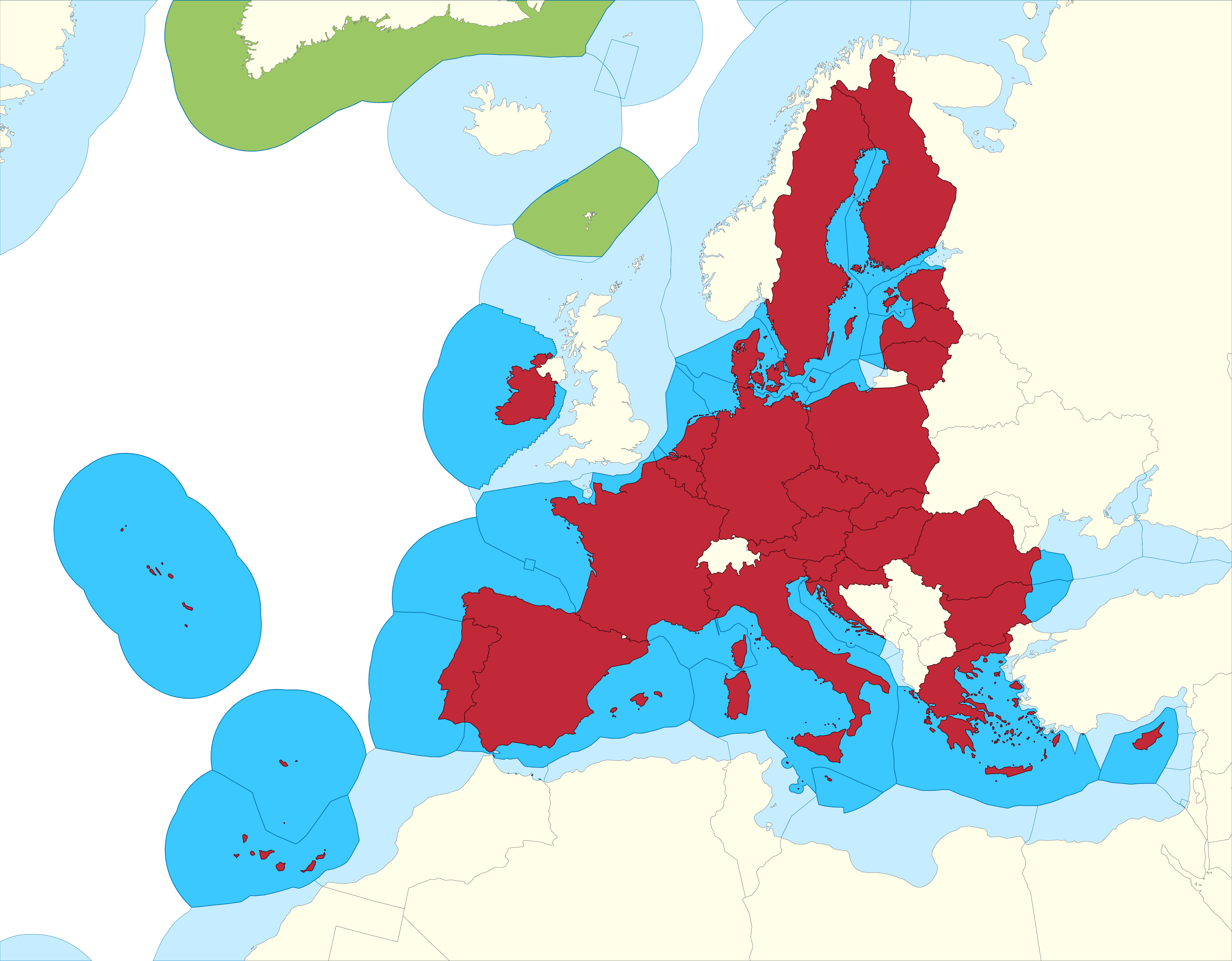
المنطقة الاقتصادية الخالصة للاتحاد الأوروبي (EEZ). في 25 مليون كيلومتر مربع، وهي الأكبر في العالم.

السياسة المشتركة لمصايد الأسماك الأوروبية هي سياسة مصايد الأسماك للاتحاد الأوروبي (EU). وهي تحدد الحصص التي يسمح للدول الأعضاء بصيد كل نوع من الأسماك، وكذلك تشجيع صناعة الصيد من خلال تدخلات السوق المختلفة. في عام 2004 كان لديها ميزانية 931 €   مليون، حوالي 0.75 ٪ من ميزانية الاتحاد الأوروبي .  